# UFC 298
UFC 298: Volkanovski vs. Topuria — турнир по смешанным единоборствам, организованный Ultimate Fighting Championship, который был проведён 17 февраля 2024 года на спортивной арене «Honda Center» в городе Анахайм, штат Калифорния, США.

## Подготовка турнира

### Главные события турнира
В качестве заглавного события запланирован бой за титул чемпиона UFC в полулёгком весе, в котором должны встретиться действующий чемпион австралиец македонского происхождения Александр Волкановски и претендент испанец грузинского происхождения Илия Топурия (#3 в рейтинге).
| Заглавное событие - Полулёгкий вес - Бой за титул чемпиона | Заглавное событие - Полулёгкий вес - Бой за титул чемпиона | Заглавное событие - Полулёгкий вес - Бой за титул чемпиона |
| --- | --- | ---------------------------------------------------------- |
| Александр Волкановски | | Илия Топурия                                               |
| ALEXANDER VOLKANOVSKI «The Great» (Великий) 35 лет (29.09.1988) Рост 168 см, размах рук 182 см Гражданство: Происхождение: / Место рождения: Шеллхарбор, Новый Южный Уэльс, Австралия Представляет: Уинданг, Новый Южный Уэльс, Австралия «Freestyle Fighting Gym» / «City Kickboxin» Дебют в UFC - 26.11.2016 (с рекордом 13-1) Бонусы "Fight of the Night" (3) / "Perfomance of the Night" (1) Действующий чемпион UFC в полулёгком весе (12.2019-н.в., защиты 5/5) Претендент на титул чемпиона UFC в лёгком весе (2023, дважды)Чемпион Wollongong Wars в лёгком весе (2016) Чемпион Pacific X-treme Combat в полулёгком весе (2015) Чемпион Australian FC в полулёгком весе (2015-2016, защиты 1/1) Чемпион Roshambo MMA в лёгком весе (2014, защиты 1/1) Чемпион Roshambo MMA в полусреднем весе (2013) | ილია თოფურია / ILIA TOPURIA «El Matador» (Матадор) 27 лет (21.01.1997) Рост 170 см, размах рук 175 см Гражданство: / Происхождение: Место рождения: Халле, Северный Рейн-Вестфалия, Германия Представляет: Аликанте, Валенсия, Испания «Climent Club» Дебют в UFC - 10.10.2020 (с рекордом 8-0) Бонусы "Fight of the Night" (1) / "Perfomance of the Night" (2) Претендент на титул чемпиона UFC в полулёгком весе Чемпион Cage Warriors в легчайшем весе (2018) Чемпион Mix Fight в полулёгком весе 2016) |                                                            |
| Последние бои: 21.10.2023, Ислам Махачев (ч), KO1 08.07.2023, Яир Родригес (вч), TKO3 12.02.2023, Ислам Махачев (ч), SDEC 02.07.2022, Макс Холлоуэй (#1), UDEC 09.04.2022, Чон Чхан Сон (#4), TKO4 | Последние бои: UDEC, Джош Эмметт, 24.06.2023 SUB2, Брайс Митчелл, 10.12.2022 KO2, Джай Герберт, 19.03.2022 KO1, Райан Холл, 10.07.2021 KO1, Деймон Джексон, 05.12.2020 |                                                            |

Вторым по значимости событием турнира запланирован бой в среднем весе, в котором должны встретиться бывший чемпион UFC в этой весовой категории Роберт Уиттакер (#3 в рейтинге) и бывший претендент на титул чемпиона UFC в среднем весе Паулу Коста (#6 в рейтинге).
| Соглавное событие - Средний вес | Соглавное событие - Средний вес | Соглавное событие - Средний вес |
| --- | --- | ------------------------------- |
| Роберт Уиттакер | | Паулу Коста                     |
| ROBERT JOHN WITTAKER «The Reaper» (Жнец) 33 года (20.12.1990) Рост 183 см, размах рук 187 см Гражданство: Происхождение: / Место рождения: Окленд, Новая Зеландия Представляет: Сидней, Новый Южный Уэльс, Австралия «PMA Super Martial Arts» / «City Kickboxin» Дебют в UFC - 15.12.2012 (с рекордом 9-2) Бонусы "Fight of the Night" (5) / "Perfomance of the Night" (3) Претендент на титул чемпиона UFC в среднем весе (2022) Чемпион UFC в среднем весе (12.2017-10.2019, защиты 0/1) Временный чемпион UFC в среднем весе (07.2017-12.2017) Победитель The Ultimate Fighter: The Smashes (2012) | PAULO HENRIQUE COSTA «Borrachinha» (Боррачинья) 32 года (21.04.1991) Рост 183 см, размах рук 183 см Гражданство: Происхождение: Место рождения: Белу-Оризонти, Минас-Жерайс, Бразилия Представляет: Белу-Оризонти, Минас-Жерайс, Бразилия «Clube Atlético Mineiro» Дебют в UFC - 11.03.2017 (с рекордом 8-0) Бонусы "Fight of the Night" (2) / "Perfomance of the Night" (2) Претендент на титул чемпиона UFC в среднем весе (2020) Участник The Ultimate Fighter: Brazil 3 (2014) Чемпион Jungle Fight в среднем весе (2016, защиты 1/1) Чемпион Face To Face в полусреднем весе (2015) |                                 |
| Последние бои: 08.07.2023, Дрикус дю Плесси (#5), TKO2 03.09.2022, Марвин Веттори (#2), UDEC 12.02.2023, Исраэль Адесанья (ч), UDEC 17.04.2021, Келвин Гастелум (#6), UDEC 24.10.2020, Джаред Каннонир (#2), UDEC | Последние бои: UDEC, Люк Рокхолд, 20.08.2022 UDEC, Марвин Веттори (#5), 23.10.2021 TKO2, Исраэль Адесанья (ч), 27.09.2020 UDEC, Йоэль Ромеро (#2), 17.08.2019 TKO2, Юрая Холл (#10), 07.07.2018 |                                 |

### Анонсированные бои
| Бой | Весовая категория    | Участники боёв и их статистика перед боем (рекорд ММА / рекорд UFC / серия) | Участники боёв и их статистика перед боем (рекорд ММА / рекорд UFC / серия) | Участники боёв и их статистика перед боем (рекорд ММА / рекорд UFC / серия) | Участники боёв и их статистика перед боем (рекорд ММА / рекорд UFC / серия) | Участники боёв и их статистика перед боем (рекорд ММА / рекорд UFC / серия) | Участники боёв и их статистика перед боем (рекорд ММА / рекорд UFC / серия) | Участники боёв и их статистика перед боем (рекорд ММА / рекорд UFC / серия) | Участники боёв и их статистика перед боем (рекорд ММА / рекорд UFC / серия) | Участники боёв и их статистика перед боем (рекорд ММА / рекорд UFC / серия) | Участники боёв и их статистика перед боем (рекорд ММА / рекорд UFC / серия) | Участники боёв и их статистика перед боем (рекорд ММА / рекорд UFC / серия) | Участники боёв и их статистика перед боем (рекорд ММА / рекорд UFC / серия) |
|     |                      | Главный кард (Main Card, PPV)                                               |                                                                             |                                                                             |                                                                             |                                                                             |                                                                             |                                                                             |                                                                             |                                                                             |                                                                             |                                                                             |                                                                             |
| 1   | Полулёгкий вес       | Александр Волкановски Alexander "The Great" Volkanovski                     | Ч                                                                           | 26-3                                                                        | 13-2                                                                        | -1                                                                          | vs.                                                                         | Илия Топурия Ilia "El Matador" Topuria                                      | #3                                                                          | 14-0                                                                        | 6-0                                                                         | +14                                                                         | [ 4 ]                                                                       |
| 2   | Средний вес          | Роберт Уиттакер Robert "The Reaper" Whittaker                               | #3 exЧ, TUF(W)                                                              | 24-7                                                                        | 15-5                                                                        | -1                                                                          | vs.                                                                         | Паулу Коста Paulo "The Eraser" Costa                                        | #6 exT(2), TUF                                                              | 14-2                                                                        | 6-2                                                                         | +1                                                                          | [ 5 ]                                                                       |
| 3   | Полусредний вес      | Джефф Нил Geoff "Handz of Steel" Neal                                       | #8 exT(6), CS                                                               | 15-5                                                                        | 7-3                                                                         | -1                                                                          | vs.                                                                         | Иэн Гэрри "The Future" Ian Machado Garry                                    | #10                                                                         | 13-0                                                                        | 6-0                                                                         | +13                                                                         | [ 6 ]                                                                       |
| 4   | Легчайший вес        | Мераб Двалишвили Merab "The Machine" Dvalishvili                            | #2 exT(1)                                                                   | 16-4                                                                        | 9-2                                                                         | +9                                                                          | vs.                                                                         | Генри Сехудо Henry "Triple C" Cejudo                                        | #3 exЧ                                                                      | 16-3                                                                        | 10-3                                                                        | -1                                                                          | [ 7 ]                                                                       |
| 5   | Средний вес          | Энтони Эрнандес Anthony "Fluffy" Hernandez                                  | #14 exT(13), CS                                                             | 11-2 (1)                                                                    | 5-2                                                                         | +4                                                                          | vs.                                                                         | Роман Копылов Roman Kopylov▲                                                |                                                                             | 12-2                                                                        | 4-2                                                                         | +4                                                                          | [ 8 ]                                                                       |
|     |                      | Предварительный кард (Prelims, ESPN/ESPN+)                                  |                                                                             |                                                                             |                                                                             |                                                                             |                                                                             |                                                                             |                                                                             |                                                                             |                                                                             |                                                                             |                                                                             |
| 6   | Жен. минимальный вес | Аманда Лемус Amanda "Amandinha" Lemos                                       | #3                                                                          | 13-3-1                                                                      | 7-3                                                                         | -1                                                                          | vs.                                                                         | Маккензи Дерн▲ Mackenzie Dern                                               | #7 exT(4)                                                                   | 13-4                                                                        | 8-4                                                                         | -1                                                                          | [ 9 ]                                                                       |
| 7   | Тяжёлый вес          | Маркус Рожериу де Лима Marcos "Pezão" Rogério de Lima                       | #14 TUF                                                                     | 21-9-1                                                                      | 10-7                                                                        | -1                                                                          | vs.                                                                         | Джуниор Тафа▲ Junior "The Juggernaut" Tafa                                  |                                                                             | 5-1                                                                         | 1-1                                                                         | +1                                                                          | [ 10 ]                                                                      |
| 8   | Легчайший вес        | Ринья Накамура Rinya "Hybrid" Nakamura                                      | RTU                                                                         | 8-0                                                                         | 2-0                                                                         | +8                                                                          | vs.                                                                         | Карлос Вера▲ Carlos "Pequeno" Vera                                          | д TUF                                                                       | 11-3                                                                        | -                                                                           | +4                                                                          | [ 11 ]                                                                      |
| 9   | Полутяжёлый вес      | Чжан Минъян "Mountain Tiger" Zhang Mingyang                                 | д RTU                                                                       | 16-6                                                                        | -                                                                           | +9                                                                          | vs.                                                                         | Брендсон Рибейру Brendson "The Gorilla" Ribeiro                             | д CS                                                                        | 15-5 (1)                                                                    | -                                                                           | +3                                                                          | [ 11 ]                                                                      |
|     |                      | Ранний предварительный кард (Early Prelims, ESPN+)                          |                                                                             |                                                                             |                                                                             |                                                                             |                                                                             |                                                                             |                                                                             |                                                                             |                                                                             |                                                                             |                                                                             |
| 10  | Полусредний вес      | Джош Куинлэн▲ Josh "Bushido" Quinlan                                        | CS                                                                          | 6-1 (1)                                                                     | 1-1                                                                         | -1                                                                          | vs.                                                                         | Дэнни Барлоу Danny "LeftHand2God" Barlow                                    | д CS                                                                        | 7-0                                                                         | -                                                                           | +7                                                                          | [ 12 ]                                                                      |
| 11  | Полусредний вес      | Обан Эллиотт Oban "The Welsh Gangster" Elliott                              | д CS                                                                        | 9-2                                                                         | -                                                                           | +5                                                                          | vs.                                                                         | Вэл Вудбёрн Val "The Animal" Woodburn                                       |                                                                             | 7-1                                                                         | 0-1                                                                         | -1                                                                          | [ 13 ]                                                                      |
| 12  | Жен. легчайший вес   | Андреа Ли Andrea "KGB" Lee                                                  | #15 exT(6)                                                                  | 13-8                                                                        | 5-6                                                                         | -3                                                                          | vs.                                                                         | Миранда Маверик Miranda "Fear The" Maverick                                 | exT(13)                                                                     | 12-5                                                                        | 5-3                                                                         | +1                                                                          | [ 14 ]                                                                      |
|     |                      | Отменённые бои                                                              |                                                                             |                                                                             |                                                                             |                                                                             |                                                                             |                                                                             |                                                                             |                                                                             |                                                                             |                                                                             |                                                                             |
|     | Полусредний вес      | Дэнни Барлоу Danny Barlow                                                   | д CS                                                                        | 7-0                                                                         | -                                                                           | +7                                                                          | vs.                                                                         | Юсаку Киносита▼ Yusaku "Wonderboy" Kinoshita                                | CS                                                                          | 6-3                                                                         | 0-2                                                                         | -2                                                                          | [ 15 ]                                                                      |
|     | Легчайший вес        | Ринья Накамура Rinya "Hybrid" Nakamura                                      | RTU                                                                         | 8-0                                                                         | 2-0                                                                         | +8                                                                          | vs.                                                                         | Брэди Хистэнд▼ Brady "Bam Bam" Hiestand                                     | TUF(F)                                                                      | 7-2                                                                         | 2-1                                                                         | +2                                                                          | [ 16 ]                                                                      |
|     | Тяжёлый вес          | Тай Туиваса Tai "Bam Bam" Tuivasa                                           | #9 exT(3)                                                                   | 15-6                                                                        | 8-6                                                                         | -3                                                                          | vs.                                                                         | Марчин Тыбура Marcin "Tybur" Tybura                                         | #10 exT(7)                                                                  | 24-8                                                                        | 11-7                                                                        | -1                                                                          | [ 17 ]                                                                      |
|     | Жен. минимальный вес | Татьяна Суарес▼ Tatiana Suarez                                              | #3 exT(2), TUF(W)                                                           | 10-0                                                                        | 7-0                                                                         | +10                                                                         | vs.                                                                         | Аманда Лемус Amanda "Amandinha" Lemos                                       | #3                                                                          | 13-3-1                                                                      | 7-3                                                                         | -1                                                                          | [ 18 ]                                                                      |
|     | Средний вес          | Энтони Эрнандес Anthony "Fluffy" Hernandez                                  | #14 exT(13), CS                                                             | 11-2 (1)                                                                    | 5-2                                                                         | +4                                                                          | vs.                                                                         | Икрам Алискеров▼ Ikram Aliskerov                                            | CS                                                                          | 15-1                                                                        | 2-0                                                                         | +7                                                                          | [ 19 ]                                                                      |
|     | Средний вес          | Эй Джей Добсон AJ Dobson                                                    | CS                                                                          | 7-2 (1)                                                                     | 1-2                                                                         | +1                                                                          | vs.                                                                         | Трешон Гор▼ Tresean "Mr. Vicious" Gore                                      | TUF                                                                         | 4-2                                                                         | 1-2                                                                         | +1                                                                          | [ 20 ]                                                                      |
|     | Тяжёлый вес          | Маркус Рожериу де Лима Marcos Rogerio de Lima                               | #14 TUF                                                                     | 21-9-1                                                                      | 10-7                                                                        | -1                                                                          | vs.                                                                         | Джастин Тафа▼ Justin "Bad Man" Tafa                                         |                                                                             | 7-3 (1)                                                                     | 4-3 (1)                                                                     | +3                                                                          | [ 21 ]                                                                      |

Условные обозначения: #5 (1) — текущее (лучшее) место бойца в рейтинге, exЧ(В) — бывший чемпион (временный), exП(В) — бывший претендент на титул чемпиона (временного), exТ(3) — боец входил в рейтинг Топ-15 (лучшее место в рейтинге), д — дебютант, CS — боец участвовал в Претендентской серии Дэйны Уайта, RTU — боец участвовал в шоу Road To UFC, TUF — боец участвовал в шоу The Ultimate Fighter, TUF(W/F) — боец являлся победителем/финалистом The Ultimate Fighter, WEC/SF — боец выступал в WEC или Strikeforce до объединения этих организаций с UFC.

## Церемония взвешивания
Результаты официальной церемонии взвешивания бойцов перед турниром.
| Весовая категория и допустимый лимит в фунтах | Весовая категория и допустимый лимит в фунтах | Участники боёв и их вес в фунтах | Участники боёв и их вес в фунтах | Участники боёв и их вес в фунтах | Участники боёв и их вес в фунтах |
| --------------------------------------------- | --------------------------------------------- | -------------------------------- | -------------------------------- | -------------------------------- | -------------------------------- |
| Полулёгкий вес                                | 145                                           | Александр Волкановски            | 144,5                            | Илия Топурия                     | 144,5                            |
| Средний вес                                   | 185 (+1)                                      | Роберт Уиттакер                  | 185,5                            | Паулу Коста                      | 185,5                            |
| Полусредний вес                               | 170 (+1)                                      | Джефф Нил                        | 170,5                            | Иэн Гэрри                        | 170,5                            |
| Легчайший вес                                 | 135 (+1)                                      | Мераб Двалишвили                 | 135                              | Генри Сехудо                     | 135                              |
| Средний вес                                   | 185 (+1)                                      | Энтони Эрнандес                  | 185,5                            | Роман Копылов                    | 185                              |
| Минимальный вес (женщины)                     | 115 (+1)                                      | Аманда Лемус                     | 115,5                            | Маккензи Дерн                    | 116                              |
| Тяжёлый вес                                   | 265 (+1)                                      | Маркус Рожериу де Лима           | 261                              | Джуниор Тафа                     | 249                              |
| Легчайший вес                                 | 135 (+1)                                      | Ринья Накамура                   | 135,5                            | Карлос Вера                      | 135,5                            |
| Полутяжёлый вес                               | 205 (+1)                                      | Чжан Минъян                      | 204,5                            | Брендсон Рибейру                 | 205,5                            |
| Полусредний вес                               | 170 (+1)                                      | Джош Куинлэн                     | 169                              | Дэнни Барлоу                     | 171                              |
| Полусредний вес                               | 170 (+1)                                      | Обан Эллиотт                     | 170,5                            | Вэл Вудбёрн                      | 169,5                            |
| Легчайший вес (женщины)                       | 125 (+1)                                      | Андреа Ли                        | 125,5                            | Миранда Маверик                  | 126                              |

Все бойцы показали вес в лимитах своих весовых категорий.

## Результаты турнира
В главном бою вечера Илия Топурия победил Александра Волкановски нокаутом во 2-м раунде и завоевал титул чемпиона UFC в полулёгком весе.
| Статистика поединка:  | Статистика поединка: | Статистика поединка:                          | Статистика поединка:                          | Статистика поединка: | Статистика поединка: | Статистика поединка: | Статистика поединка: | Статистика поединка: | Статистика поединка: | Статистика поединка: | Статистика поединка: | Статистика поединка: | Статистика поединка: | Статистика поединка: | Статистика поединка: | Статистика поединка: | Статистика поединка: | Статистика поединка: |
| Участник              | Нокдауны             | Акцентрованные удары (по цели/всего/точность) | Акцентрованные удары (по цели/всего/точность) | По раундам           | По раундам           | По раундам           | По раундам           | По раундам           | По цели              | По цели              | По цели              | По позиции           | По позиции           | По позиции           | Тейкдауны            | Тейкдауны            | Контроль             | Попытка приема       |
| Участник              | Нокдауны             | Акцентрованные удары (по цели/всего/точность) | Акцентрованные удары (по цели/всего/точность) | 1Р                   | 2Р                   | 3Р                   | 4Р                   | 5Р                   | Голова               | Корпус               | Ноги                 | Дистанция            | Клинч                | Партер               | Тейкдауны            | Тейкдауны            | Контроль             | Попытка приема       |
| --------------------- | -------------------- | --------------------------------------------- | --------------------------------------------- | -------------------- | -------------------- | -------------------- | -------------------- | -------------------- | -------------------- | -------------------- | -------------------- | -------------------- | -------------------- | -------------------- | -------------------- | -------------------- | -------------------- | -------------------- |
| Александр Волкановски | 0                    | 47/107                                        | 43 %                                          | 26/52                | 21/55                | -                    | -                    | -                    | 21/68                | 11/22                | 15/17                | 44/102               | 3/5                  | 0                    | 0                    | -                    | 0:00                 | 0                    |
| Илия Топурия          | 1                    | 35/77                                         | 45 %                                          | 15/38                | 20/39                | -                    | -                    | -                    | 17/53                | 12/16                | 6/8                  | 28/70                | 4/4                  | 3/3                  | 0                    | -                    | 0:03                 | 0                    |

В соглавном бою Роберт Уиттакер победил Паулу Косту единогласным решением судей.
| Статистика поединка: | Статистика поединка: | Статистика поединка:                          | Статистика поединка:                          | Статистика поединка: | Статистика поединка: | Статистика поединка: | Статистика поединка: | Статистика поединка: | Статистика поединка: | Статистика поединка: | Статистика поединка: | Статистика поединка: | Статистика поединка: | Статистика поединка: | Статистика поединка: | Статистика поединка: |
| Участник             | Нокдауны             | Акцентрованные удары (по цели/всего/точность) | Акцентрованные удары (по цели/всего/точность) | По раундам           | По раундам           | По раундам           | По цели              | По цели              | По цели              | По позиции           | По позиции           | По позиции           | Тейкдауны            | Тейкдауны            | Контроль             | Попытка приема       |
| Участник             | Нокдауны             | Акцентрованные удары (по цели/всего/точность) | Акцентрованные удары (по цели/всего/точность) | 1Р                   | 2Р                   | 3Р                   | Голова               | Корпус               | Ноги                 | Дистанция            | Клинч                | Партер               | Тейкдауны            | Тейкдауны            | Контроль             | Попытка приема       |
| -------------------- | -------------------- | --------------------------------------------- | --------------------------------------------- | -------------------- | -------------------- | -------------------- | -------------------- | -------------------- | -------------------- | -------------------- | -------------------- | -------------------- | -------------------- | -------------------- | -------------------- | -------------------- |
| Роберт Уиттакер      | 0                    | 95/175                                        | 54 %                                          | 38/62                | 32/55                | 25/58                | 63/143               | 4/4                  | 28/28                | 95/172               | 0/3                  | 0                    | 0/1                  | 0 %                  | 0:00                 | 0                    |
| Паулу Коста          | 0                    | 67/151                                        | 44 %                                          | 27/49                | 26/54                | 14/48                | 39/117               | 8/12                 | 20/22                | 67/151               | 0                    | 0                    | 0                    | -                    | 0:00                 | 0                    |

| Бой    | Весовая категория    | Результат боя               | Результат боя          | Результат боя | Результат боя | Результат боя | Результат боя         | Результат боя | Способ победы                                      | Раунд | Время | Рефери в ринге  |
|        |                      | Главный кард                |                        |               |               |               |                       |               |                                                    |       |       |                 |
| Бой 12 | Полулёгкий вес       |                             | Илия Топурия           | #3            | поб.          |               | Александр Волкановски | Ч             | Нокаут (хук справа)                                | 2     | 3:32  | Джейсон Херцог  |
| Бой 11 | Средний вес          |                             | Роберт Уиттакер        | #3            | поб.          |               | Паулу Коста           | #6            | Единогласное решение (29-28, 29-28, 30-27)         | 3     | 5:00  | Майк Белтран    |
| Бой 10 | Полусредний вес      |                             | Иэн Гэрри              | #10           | поб.          |               | Джефф Нил             | #8            | Раздельное решение (30-27, 28-29, 30-27)           | 3     | 5:00  | Фрэнк Тригг     |
| Бой 9  | Легчайший вес        |                             | Мераб Двалишвили       | #2            | поб.          |               | Генри Сехудо          | #3            | Единогласное решение (29-28, 29-28, 29-28)         | 3     | 5:00  | Джонатан Ромеро |
| Бой 8  | Средний вес          |                             | Энтони Эрнандес        | #14           | поб.          |               | Роман Копылов         |               | Сдача, удушающий приём (удушение сзади)            | 2     | 3:23  | Джейсон Херцог  |
|        |                      | Предварительный кард        |                        |               |               |               |                       |               |                                                    |       |       |                 |
| Бой 7  | Жен. минимальный вес |                             | Аманда Лемус           | #3            | поб.          |               | Маккензи Дерн         | #7            | Единогласное решение (29-28, 29-28, 29-28)         | 3     | 5:00  | Майк Белтран    |
| Бой 6  | Тяжёлый вес          |                             | Маркус Рожериу де Лима | #14           | поб.          |               | Джуниор Тафа          |               | Технический нокаут (удар в левую ногу и добивание) | 2     | 1:14  | Фрэнк Тригг     |
| Бой 5  | Легчайший вес        |                             | Ринья Накамура         |               | поб.          |               | Карлос Вера           | д             | Единогласное решение (30-27, 30-27, 30-27)         | 3     | 5:00  | Джонатан Ромеро |
| Бой 4  | Полутяжёлый вес      |                             | Чжан Минъян            | д             | поб.          |               | Брендсон Рибейру      | д             | Нокаут (встречный удар в голову и добивание)       | 1     | 1:41  | Майк Белтран    |
|        |                      | Ранний предварительный кард |                        |               |               |               |                       |               |                                                    |       |       |                 |
| Бой 3  | Полусредний вес      |                             | Дэнни Барлоу           | д             | поб.          |               | Джош Куинлэн          |               | Технический нокаут (серия ударов в голову)         | 3     | 1:18  | Джейсон Херцог  |
| Бой 2  | Полусредний вес      |                             | Обан Эллиотт           | д             | поб.          |               | Вэл Вудбёрн           |               | Единогласное решение (30-27, 30-27, 29-28)         | 3     | 5:00  | Джонатан Ромеро |
| Бой 1  | Жен. легчайший вес   |                             | Миранда Маверик        |               | поб.          |               | Андреа Ли             | #15           | Единогласное решение (30-27, 30-27, 29-28)         | 3     | 5:00  | Фрэнк Тригг     |

Официальные судейские карточки турнира.

## Награды
Следующие бойцы были удостоены денежного бонуса в $50,000:
- Лучший бой вечера: Аманда Лемус - Маккензи Дерн
- Выступление вечера: Илия Топурия, Энтони Эрнандес и Чжан Минъян